# Effectifs du championnat d'Europe masculin de basket-ball 2017
Cet article liste les effectifs des équipes participant au Championnat d'Europe de basket-ball 2017.

### 

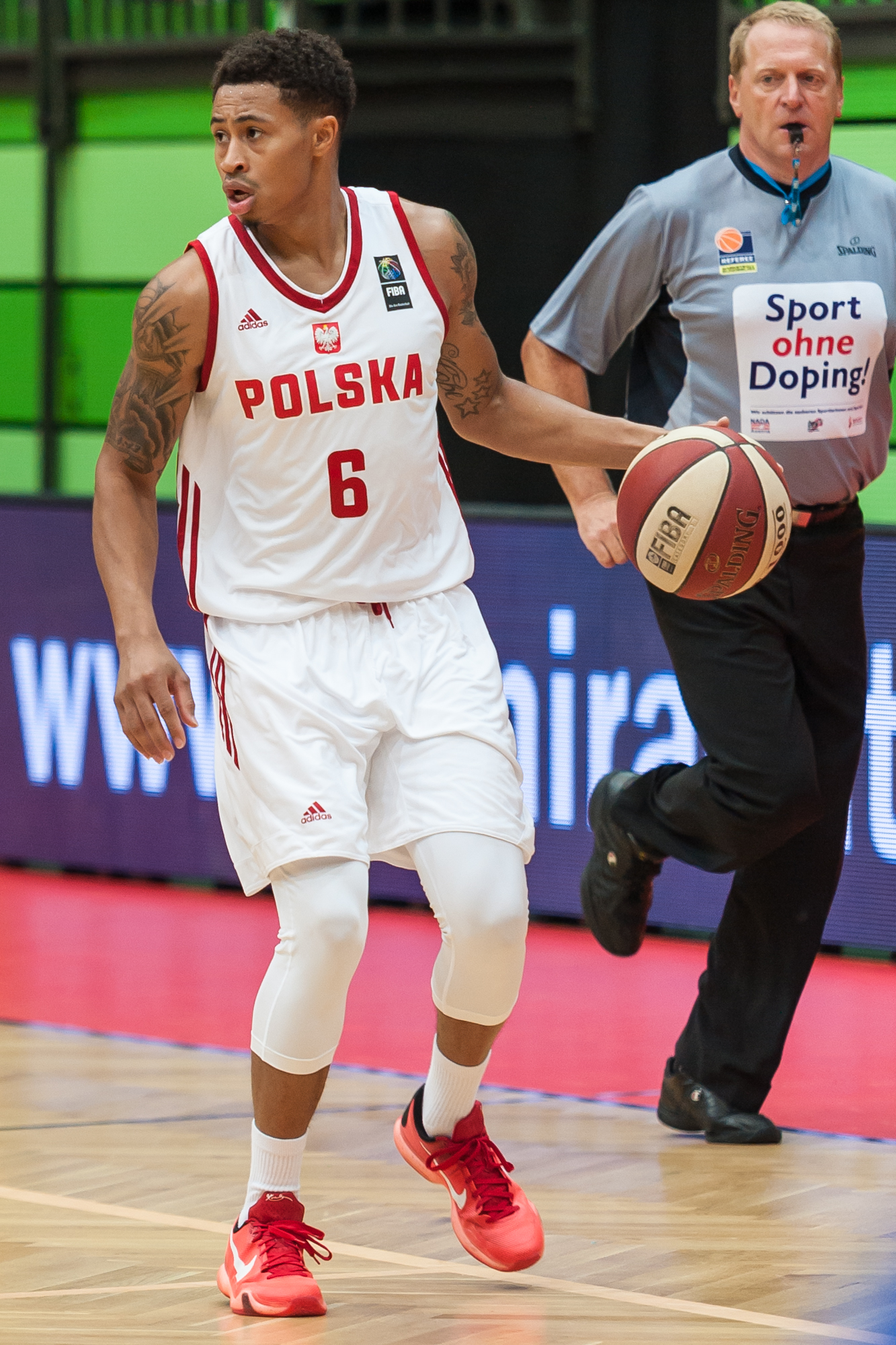
A. J. Slaughter

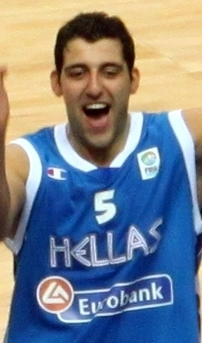
Ioánnis Bouroúsis

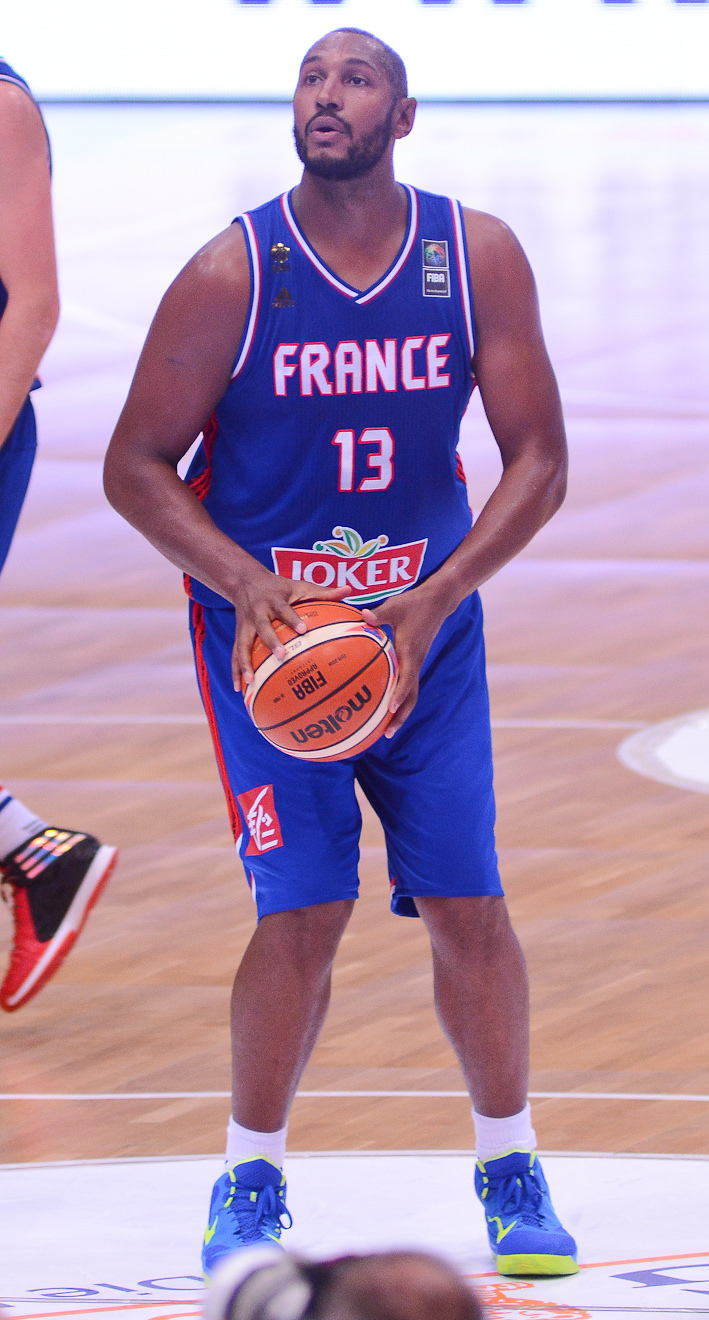
Boris Diaw

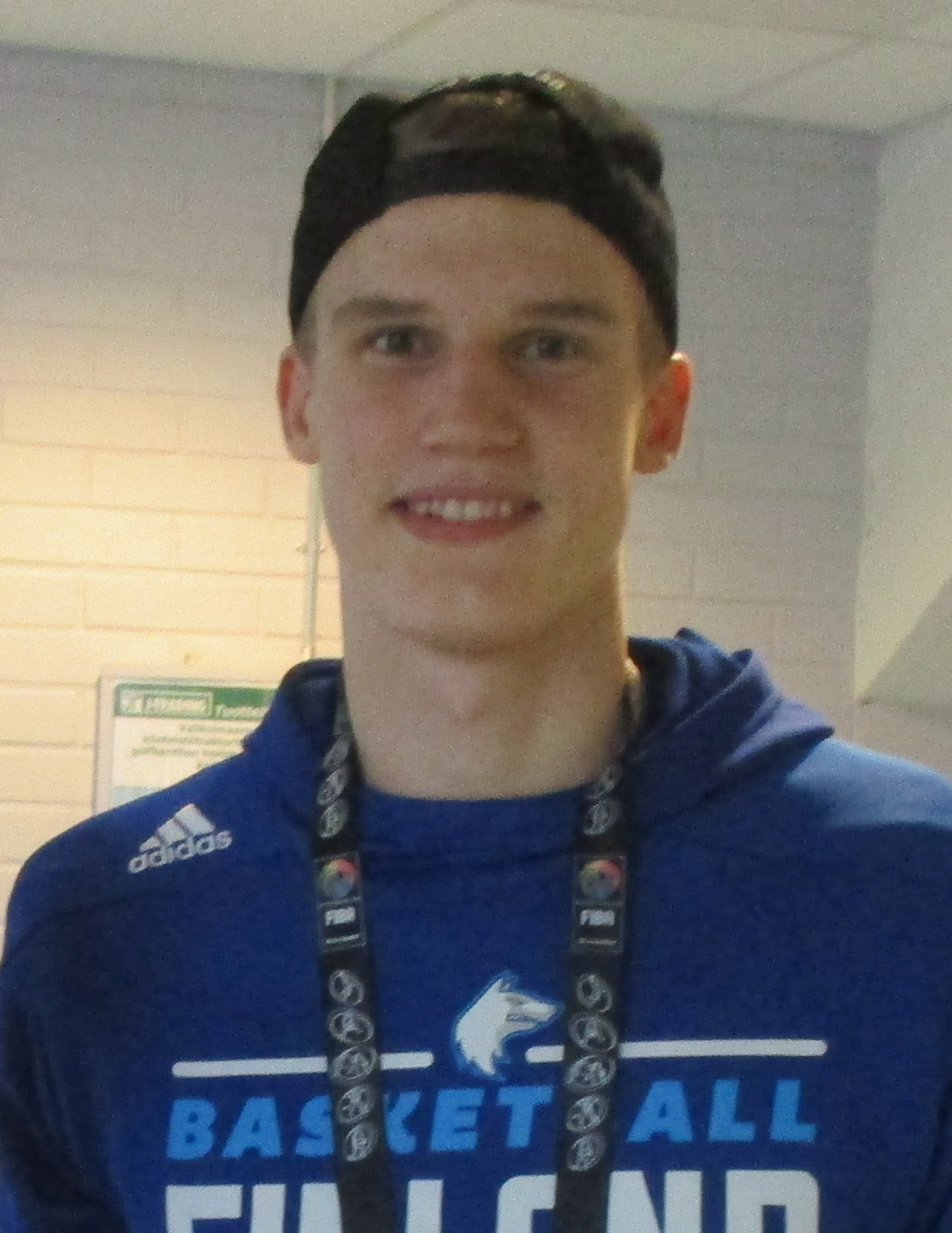
Lauri Markkanen

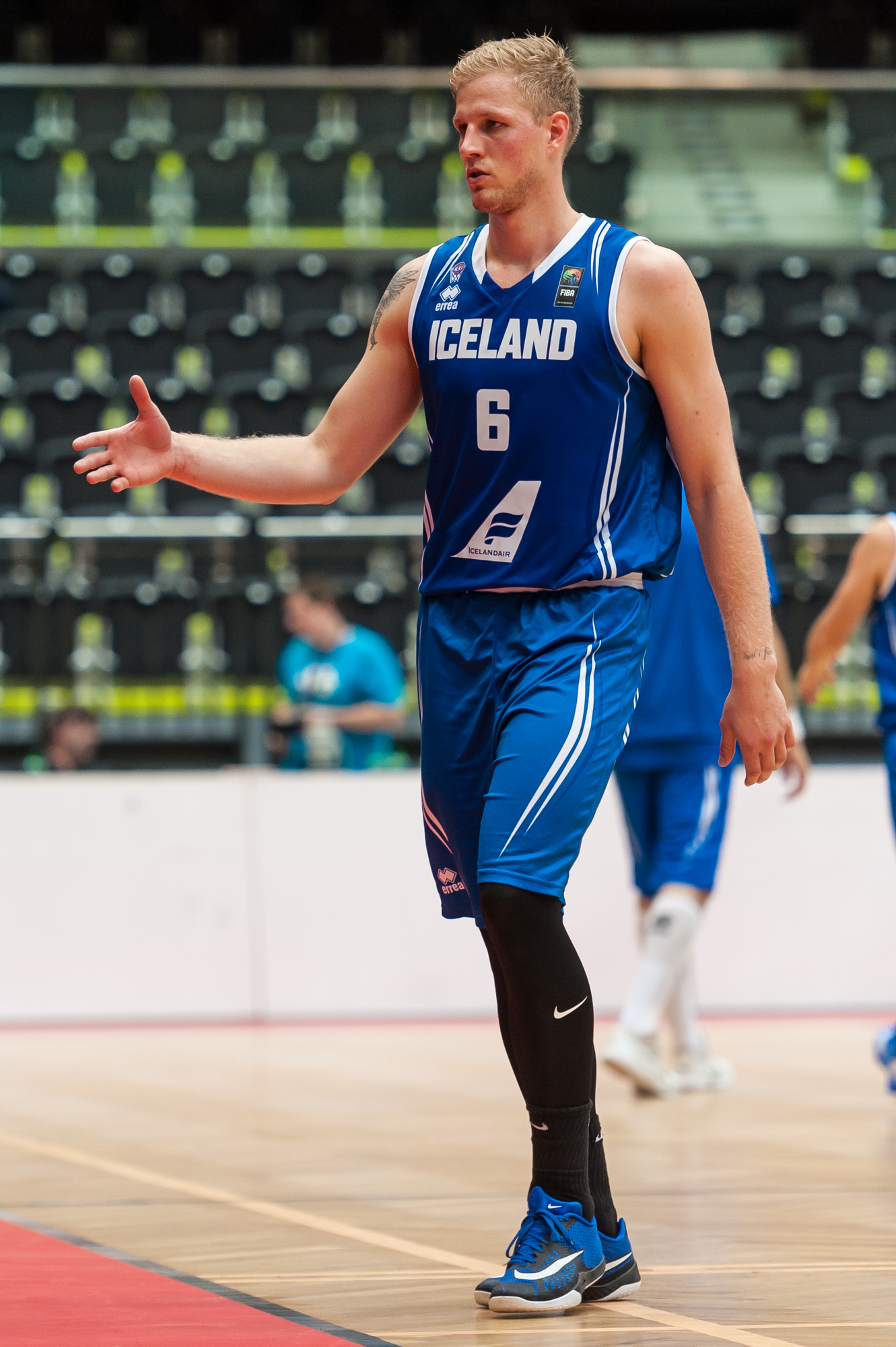
Haukur Pálsson

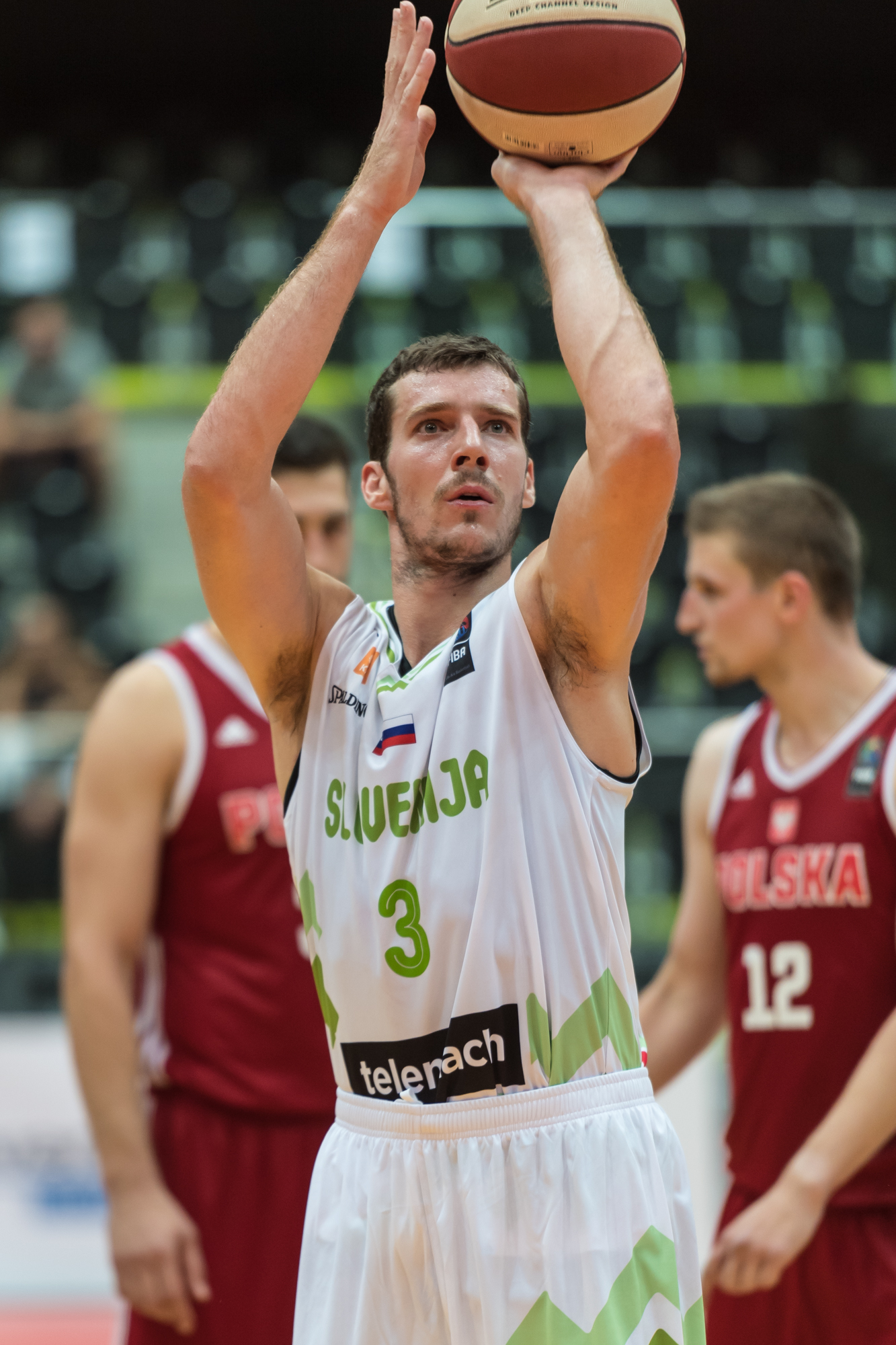
Goran Dragić

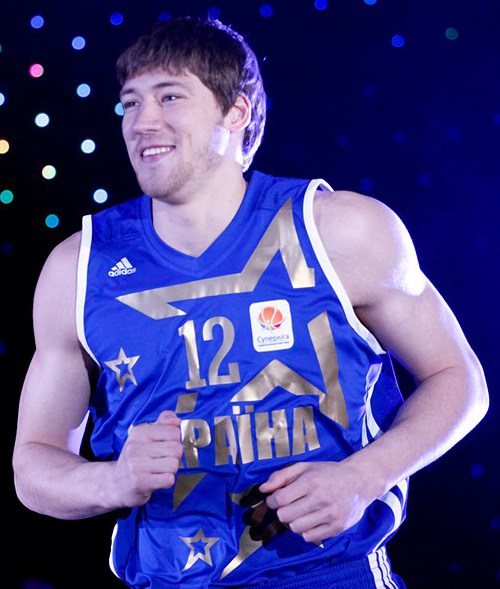
Vyacheslav Kravtsov

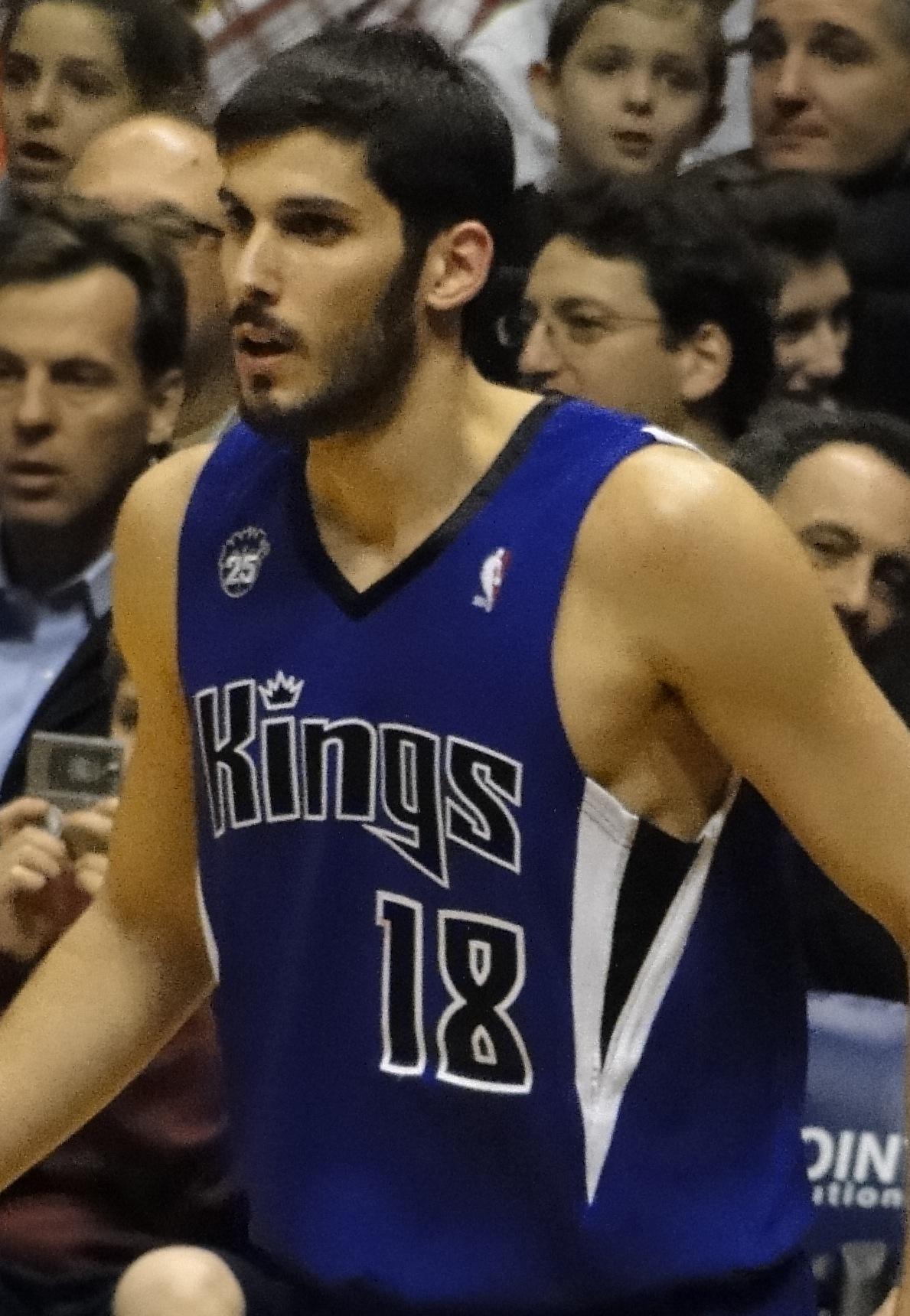
Omri Casspi

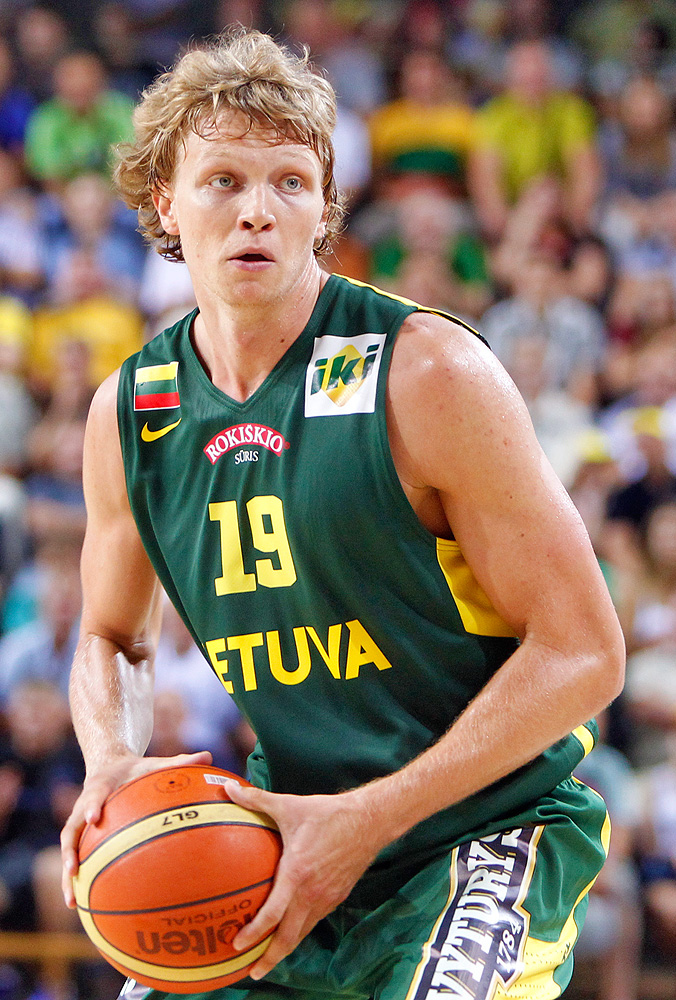
Mindaugas Kuzminskas

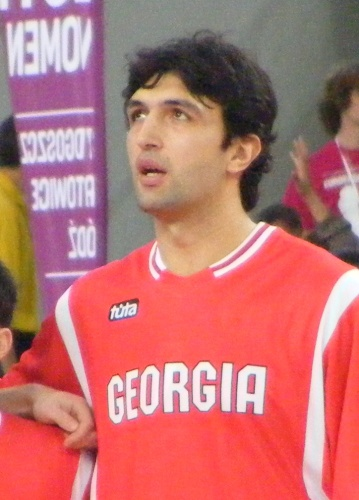
Zaza Pachulia

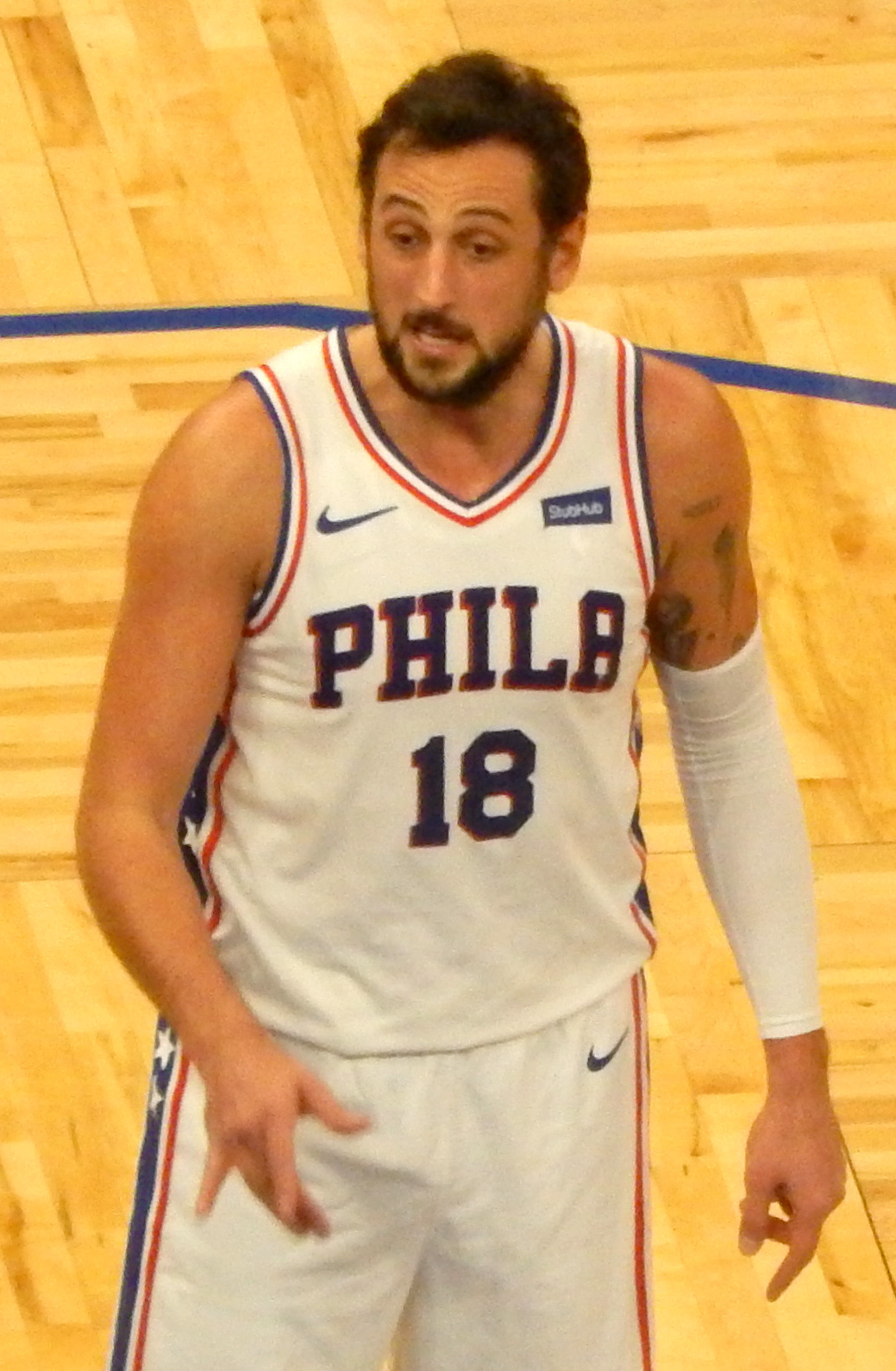
Marco Belinelli

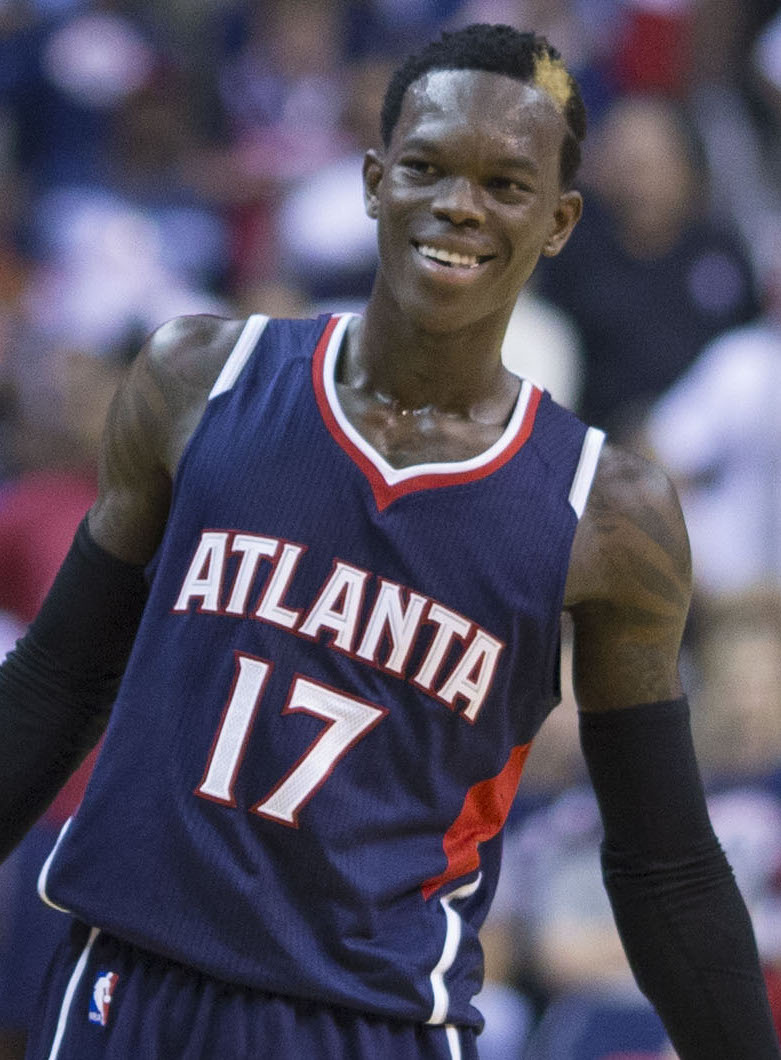
Dennis Schröder

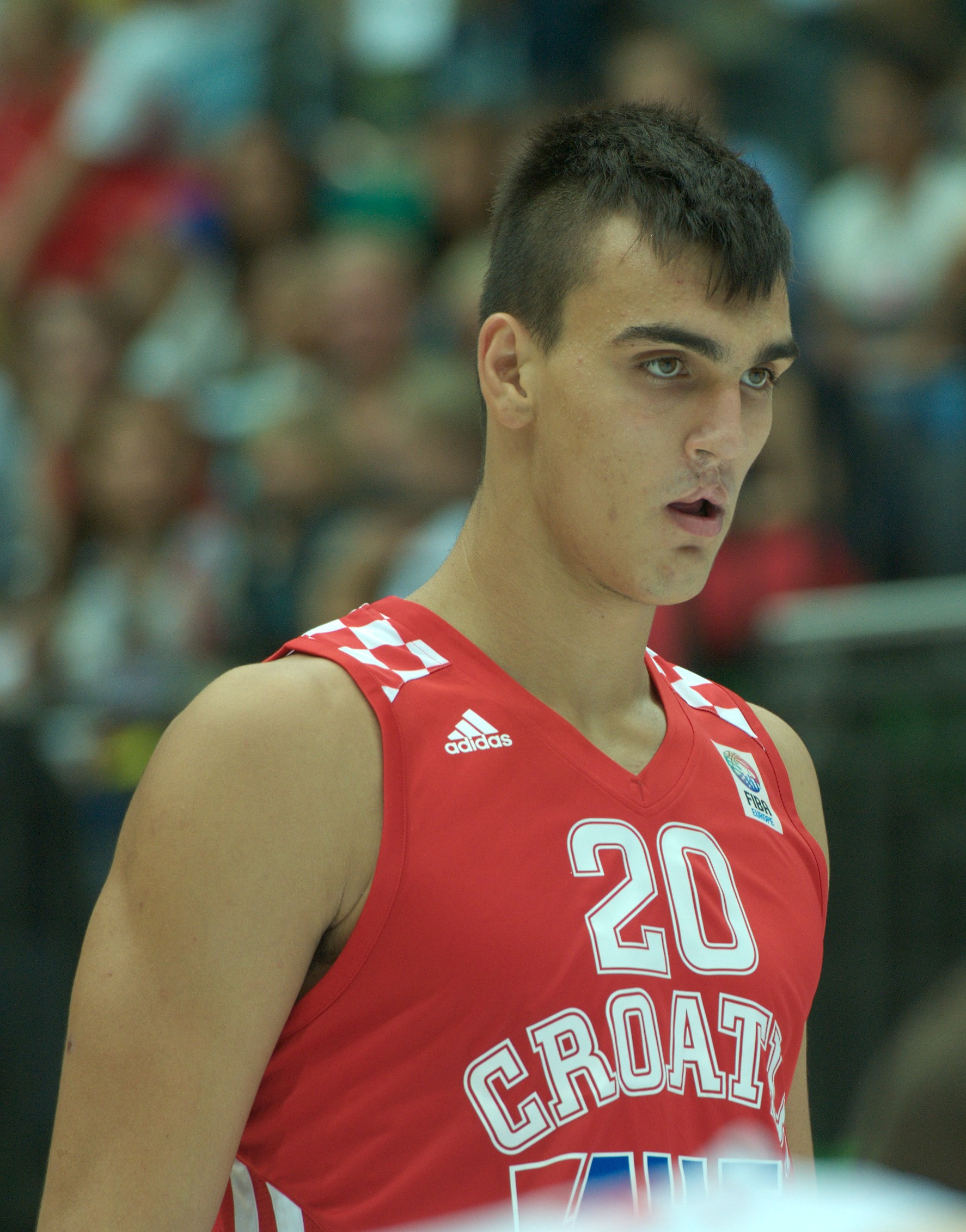
Dario Šarić

## Groupe A

### Pologne
| Numéro | Joueur               | Poste | Naissance         | Taille | Club 2016-2017           |
| ------ | -------------------- | ----- | ----------------- | ------ | ------------------------ |
| 3      | Michał Sokołowski    | G     | 1er décembre 1992 | 1,96 m | Rosa Radom               |
| 5      | Aaron Cel            | PF    | 4 mars 1987       | 2,03 m | BCM Gravelines Dunkerque |
| 6      | A. J. Slaughter      | SG    | 3 août 1987       | 1,92 m | SIG Strasbourg           |
| 7      | Damian Kulig         | PF    | 23 juin 1987      | 2,04 m | Bandırma Banvit          |
| 8      | Przemysław Zamojski  | SG    | 16 décembre 1986  | 1,93 m | Stelmet Zielona Góra     |
| 9      | Mateusz Ponitka      | SF    | 29 août 1993      | 1,97 m | Pınar Karşıyaka          |
| 12     | Adam Waczyński       | SF    | 15 octobre 1989   | 1,98 m | Unicaja Málaga           |
| 15     | Łukasz Koszarek      | PG    | 12 janvier 1984   | 1,87 m | Stelmet Zielona Góra     |
| 21     | Tomasz Gielo         | F     | 4 janvier 1993    | 2,01 m | Joventut Badalona        |
| 24     | Przemysław Karnowski | C     | 8 novembre 1993   | 2,16 m | Bulldogs de Gonzaga      |
| 33     | Karol Gruszecki      | SG    | 4 novembre 1993   | 1,93 m | Stelmet Zielona Góra     |
| 34     | Adam Hrycaniuk       | C     | 15 mars 1984      | 2,06 m | Stelmet Zielona Góra     |

Sélectionneur :  Mike Taylor

### Grèce
| Numéro | Joueur                 | Poste | Naissance        | Taille | Club 2016-2017      |
| ------ | ---------------------- | ----- | ---------------- | ------ | ------------------- |
| 8      | Nick Calathes          | PG    | 22 février 1989  | 1,98 m | Panathinaïkos       |
| 9      | Ioánnis Bouroúsis      | C     | 17 novembre 1983 | 2,15 m | Panathinaïkos       |
| 10     | Konstantínos Sloúkas   | SG    | 15 janvier 1990  | 1,90 m | Fenerbahçe Ülker    |
| 11     | Níkos Pappás           | SG    | 7 novembre 1990  | 1,95 m | Panathinaïkos       |
| 14     | Yórgos Papayiánnis     | C     | 3 juillet 1997   | 2,17 m | Kings de Sacramento |
| 15     | Yórgos Príntezis       | PF    | 22 février 1985  | 2,06 m | Olympiakós          |
| 16     | Kóstas Papanikoláou    | SF    | 1er août 1990    | 2,04 m | Olympiakós          |
| 17     | Vangélis Mántzaris     | PG    | 16 avril 1990    | 1,96 m | Olympiakós          |
| 18     | Dimítris Agravánis     | F/C   | 20 décembre 1994 | 2,08 m | Olympiakós          |
| 19     | Ioánnis Papapétrou     | F     | 30 mars 1994     | 2,06 m | Olympiakós          |
| 31     | Geórgios Bógris        | C     | 19 février 1989  | 2,11 m | Iberostar Tenerife  |
| 43     | Thanásis Antetokoúnmpo | SF    | 18 juillet 1992  | 2,01 m | BC Andorra          |

Sélectionneur :  Kóstas Míssas

### France
| Numéro | Joueur            | Poste | Naissance         | Taille | Club 2016-2017         |
| ------ | ----------------- | ----- | ----------------- | ------ | ---------------------- |
| 1      | Kévin Séraphin    | PF/C  | 7 décembre 1989   | 2,08 m | Pacers de l'Indiana    |
| 4      | Thomas Heurtel    | PG    | 10 avril 1989     | 1,89 m | Anadolu Efes           |
| 6      | Antoine Diot      | PG    | 17 janvier 1989   | 1,93 m | Valencia BC            |
| 7      | Joffrey Lauvergne | PF/C  | 30 septembre 1991 | 2,11 m | Bulls de Chicago       |
| 10     | Evan Fournier     | SG    | 29 octobre 1992   | 2,01 m | Magic d'Orlando        |
| 12     | Nando de Colo     | PG/SG | 23 juin 1987      | 1,95 m | CSKA Moscou            |
| 13     | Boris Diaw        | PF    | 16 avril 1982     | 2,03 m | Jazz de l'Utah         |
| 15     | Léo Westermann    | PG    | 24 juillet 1992   | 1,98 m | Žalgiris Kaunas        |
| 17     | Vincent Poirier   | C     | 17 octobre 1993   | 2,13 m | Paris-Levallois Basket |
| 25     | Louis Labeyrie    | C     | 11 février 1992   | 2,09 m | Paris-Levallois Basket |
| 33     | Axel Toupane      | SG/SF | 23 juillet 1992   | 1,98 m | Raptors 905            |
| 91     | Edwin Jackson     | SG    | 18 septembre 1989 | 1,90 m | Estudiantes Madrid     |

Sélectionneur :  Vincent Collet

### Finlande
| Numéro | Joueur          | Poste | Naissance        | Taille | Club 2016-2017        |
| ------ | --------------- | ----- | ---------------- | ------ | --------------------- |
| 4      | Mikko Koivisto  | SG    | 18 avril 1987    | 1,96 m | Kauhajoen Karhu       |
| 7      | Shawn Huff      | SF    | 5 mai 1984       | 1,98 m | ESSM Le Portel        |
| 8      | Gerald Lee      | C     | 23 novembre 1987 | 2,08 m | Helsinki Seagulls     |
| 9      | Sasu Salin      | SG/PG | 11 juin 1991     | 1,90 m | CB Gran Canaria       |
| 10     | Tuukka Kotti    | PF/C  | 18 mars 1981     | 2,05 m | Loimaan Korikonkarit  |
| 11     | Petteri Koponen | PG/SG | 13 avril 1988    | 1,94 m | FC Barcelone          |
| 12     | Matti Nuutinen  | F     | 6 mai 1990       | 2,00 m | Chorale Roanne        |
| 15     | Teemu Rannikko  | PG/SG | 9 septembre 1980 | 1,89 m | Joensuun Kataja       |
| 22     | Carl Lindbom    | PF    | 10 novembre 1991 | 2,03 m | Helsinki Seagulls     |
| 23     | Lauri Markkanen | PF/C  | 22 mai 1997      | 2,13 m | Wildcats de l'Arizona |
| 31     | Jamar Wilson    | PG    | 22 février 1984  | 1,85 m | Estudiantes Madrid    |
| 33     | Erik Murphy     | PF    | 26 octobre 1990  | 2,08 m | SIG Strasbourg        |

Sélectionneur :  Henrik Dettmann

### Islande
| Numéro | Joueur                | Poste | Naissance         | Taille | Club 2016-2017                 |
| ------ | --------------------- | ----- | ----------------- | ------ | ------------------------------ |
| 1      | Martin Hermannsson    | PG    | 16 septembre 1994 | 1,91 m | Étoile de Charleville-Mézières |
| 3      | Ægir Steinarsson      | PG    | 10 mai 1991       | 1,82 m | San Pablo Burgos               |
| 6      | Kristófer Acox        | PF    | 13 octobre 1993   | 1,98 m | KR Reykjavik                   |
| 8      | Hlynur Bæringsson     | PF/C  | 6 juillet 1982    | 2,01 m | Stjarnan                       |
| 9      | Jón Arnór Stefánsson  | SG    | 21 septembre 1982 | 1,95 m | KR Reykjavik                   |
| 10     | Elvar Már Friðriksson | PG    | 11 novembre 1994  | 1,82 m | Barry Buccaneers               |
| 13     | Hörður Vilhjálmsson   | SG    | 18 décembre 1988  | 1,94 m | Bondi Ferrara                  |
| 14     | Logi Gunnarsson       | SG    | 5 septembre 1981  | 1,92 m | Njarðvík                       |
| 15     | Pavel Ermolinskij     | PG    | 25 janvier 1987   | 2,03 m | KR Reykjavik                   |
| 24     | Haukur Pálsson        | SF    | 28 mai 1992       | 1,98 m | Rouen Métropole Basket         |
| 34     | Tryggvi Hlinason      | C     | 28 octobre 1997   | 2,16 m | Þór Akureyri                   |
| 88     | Brynjar Þór Björnsson | PG/SG | 11 juillet 1988   | 1,88 m | KR Reykjavik                   |

Sélectionneur :  Craig Pedersen

### Slovénie
| Numéro | Joueur           | Poste | Naissance         | Taille | Club 2016-2017        |
| ------ | ---------------- | ----- | ----------------- | ------ | --------------------- |
| 0      | Anthony Randolph | PF    | 15 juillet 1989   | 2,11 m | Real Madrid           |
| 1      | Matic Rebec      | PG    | 24 janvier 1995   | 1,80 m | KK Krka Novo Mesto    |
| 3      | Goran Dragić     | PG    | 6 mai 1986        | 1,91 m | Heat de Miami         |
| 6      | Aleksej Nikolić  | PG    | 21 février 1995   | 1,91 m | Brose Baskets Bamberg |
| 7      | Klemen Prepelič  | SG    | 20 octobre 1992   | 1,91 m | Limoges CSP           |
| 8      | Edo Murić        | SF    | 27 novembre 1991  | 2,02 m | Bandırma Banvit       |
| 11     | Jaka Blažič      | SG    | 30 juin 1990      | 1,96 m | Saski Baskonia        |
| 14     | Gašper Vidmar    | C     | 14 septembre 1987 | 2,11 m | Bandırma Banvit       |
| 17     | Saša Zagorac     | PF    | 1er janvier 1984  | 2,06 m | Parma Basket          |
| 22     | Žiga Dimec       | C     | 20 février 1993   | 2,11 m | KK Krka Novo Mesto    |
| 31     | Vlatko Čančar    | SF    | 10 avril 1997     | 2,03 m | KK Mega Legs          |
| 77     | Luka Dončić      | G     | 28 février 1999   | 2,01 m | Real Madrid           |

Sélectionneur :  Igor Kokoškov

## Groupe B

### Ukraine
| Numéro | Joueur               | Poste | Naissance         | Taille | Club 2016-2017           |
| ------ | -------------------- | ----- | ----------------- | ------ | ------------------------ |
| 4      | Maksym Pustozvonov   | SG    | 16 avril 1987     | 2,00 m | U-BT Cluj-Napoca         |
| 5      | Oleksandr Koltchenko | SG    | 20 septembre 1988 | 1,95 m | Azovmach Marioupol       |
| 7      | Denys Loukachov      | G     | 30 avril 1989     | 1,89 m | BK Ienisseï Krasnoïarsk  |
| 9      | Ruslan Otvertchenko  | SG    | 6 janvier 1990    | 1,92 m | BK Boudivelnyk Kiev      |
| 11     | Oleksandr Lypovyy    | SG    | 9 octobre 1991    | 2,00 m | Trikala Aries BC         |
| 12     | Maxym Korniyenko     | PF/C  | 26 juin 1987      | 2,04 m | Lukoil Academic          |
| 13     | Viatcheslav Bobrov   | F     | 19 septembre 1992 | 2,01 m | BC Pieno žvaigždės       |
| 14     | Ihor Zaytsev         | C     | 11 mai 1989       | 2,10 m | ICL Manresa              |
| 15     | Vyacheslav Kravtsov  | C     | 25 août 1987      | 2,12 m | Valencia Basket          |
| 23     | Artem Pustovyi       | C     | 25 juin 1992      | 2,18 m | Obradoiro CAB            |
| 24     | Volodymyr Koniev     | SF    | 18 juin 1989      | 2,01 m | Khimik Youjne            |
| 31     | Oleksandr Michoula   | SG    | 18 avril 1992     | 1,89 m | BC Dnipro Dnipropetrovsk |

Sélectionneur :  Yevgen Murzin

### Israël
| Numéro | Joueur         | Poste | Naissance         | Taille | Club 2016-2017                  |
| ------ | -------------- | ----- | ----------------- | ------ | ------------------------------- |
| 1      | Richard Howell | C     | 26 septembre 1990 | 2,03 m | Hapoël Tel-Aviv                 |
| 6      | Shawn Dawson   | G/F   | 12 décembre 1993  | 1,98 m | Maccabi Rishon LeZion           |
| 7      | Gal Mekel      | PG    | 4 mars 1988       | 1,91 m | Maccabi Tel-Aviv                |
| 8      | Lior Eliyahu   | PF    | 9 septembre 1985  | 2,03 m | Hapoël Jérusalem                |
| 9      | Omri Casspi    | SF    | 22 juin 1988      | 2,06 m | Pelicans de La Nouvelle-Orléans |
| 10     | Guy Pnini      | SF    | 4 septembre 1983  | 2,01 m | Maccabi Tel-Aviv                |
| 11     | Elishay Kadir  | PF    | 4 novembre 1987   | 2,02 m | Maccabi Rishon LeZion           |
| 12     | Yotam Halperin | SG    | 24 janvier 1984   | 1,93 m | Hapoël Jérusalem                |
| 14     | Oz Blayzer     | PF    | 29 décembre 1992  | 1,91 m | Maccabi Haïfa                   |
| 15     | Bar Timor      | G     | 2 mars 1992       | 1,91 m | Hapoël Jérusalem                |
| 20     | Idan Zalmanson | C     | 18 avril 1995     | 2,10 m | Maccabi Rishon LeZion           |
| 21     | Yogev Ohayon   | PG    | 24 avril 1987     | 1,89 m | Maccabi Tel-Aviv                |

Sélectionneur :  Erez Edelstein

### Lituanie
| Numéro | Joueur               | Poste | Naissance         | Taille | Club 2016-2017                  |
| ------ | -------------------- | ----- | ----------------- | ------ | ------------------------------- |
| 5      | Mantas Kalnietis     | PG    | 6 septembre 1986  | 1,96 m | Olimpia Milan                   |
| 7      | Adas Juškevičius     | SG    | 3 janvier 1989    | 1,94 m | Panevėžio Lietkabelis           |
| 8      | Jonas Mačiulis       | SF    | 10 février 1985   | 1,98 m | Real Madrid                     |
| 13     | Martynas Gecevičius  | PG    | 16 mai 1988       | 1,93 m | Basket Zaragoza                 |
| 17     | Jonas Valančiūnas    | C     | 6 mai 1992        | 2,13 m | Raptors de Toronto              |
| 19     | Mindaugas Kuzminskas | SF    | 19 octobre 1989   | 2,06 m | Knicks de New York              |
| 20     | Donatas Motiejūnas   | PF/C  | 20 septembre 1990 | 2,13 m | Pelicans de La Nouvelle-Orléans |
| 21     | Artūras Milaknis     | SG    | 16 juin 1986      | 1,95 m | Žalgiris Kaunas                 |
| 22     | Eimantas Bendžius    | SF    | 23 avril 1990     | 2,03 m | Obradoiro CAB                   |
| 40     | Marius Grigonis      | SF    | 26 avril 1994     | 1,98 m | Iberostar Tenerife              |
| 77     | Artūras Gudaitis     | PF/C  | 19 juin 1993      | 2,08 m | Lietuvos rytas Vilnius          |
| 92     | Edgaras Ulanovas     | SG    | 7 janvier 1992    | 1,97 m | Žalgiris Kaunas                 |

Sélectionneur :  Dainius Adomaitis

### Géorgie
| Numéro | Joueur                | Poste | Naissance         | Taille | Club 2016-2017           |
| ------ | --------------------- | ----- | ----------------- | ------ | ------------------------ |
| 3      | Michael Dixon         | PG/SG | 1er décembre 1990 | 1,86 m | AEK Athènes              |
| 4      | Giorgi Gamqrelidze    | PG    | 4 février 1986    | 1,83 m | BC Titebi Tbilisi        |
| 6      | Anatoli Boisa         | SF    | 9 septembre 1983  | 1,92 m | BC Kutaisi               |
| 7      | Zaza Pachulia         | C     | 10 février 1984   | 2,11 m | Warriors de Golden State |
| 8      | Giorgi Tsintsadze     | PG    | 7 février 1986    | 1,92 m | BC Kutaisi               |
| 9      | Giorgi Shermadini     | C     | 2 avril 1989      | 2,16 m | BC Andorra               |
| 10     | Duda Sanadze          | SG    | 25 juillet 1992   | 1,97 m | KK Primorska             |
| 11     | Manuchar Markoishvili | SG/SG | 17 novembre 1986  | 1,97 m | Darüşşafaka Doğuş        |
| 17     | Mikheil Berishvili    | PF    | 4 décembre 1987   | 2,00 m | BC Dinamo Tbilissi       |
| 23     | Tornike Shengelia     | PF    | 5 octobre 1991    | 2,07 m | Saski Baskonia           |
| 35     | Goga Bitadze          | C     | 20 juillet 1999   | 2,11 m | KK Mega Legs             |
| 99     | Ilia Londaridze       | C     | 15 septembre 1989 | 2,06 m | BC MIA Academy           |

Sélectionneur :  Ilías Zoúros

### Italie
| Numéro | Joueur            | Poste | Naissance        | Taille | Club 2016-2017            |
| ------ | ----------------- | ----- | ---------------- | ------ | ------------------------- |
| 0      | Daniel Hackett    | PG    | 19 décembre 1987 | 1,97 m | Olympiakós                |
| 3      | Marco Belinelli   | SG    | 25 mars 1986     | 1,96 m | Hornets de Charlotte      |
| 4      | Pietro Aradori    | SG    | 9 décembre 1988  | 1,88 m | Grissin Bon Reggio Emilia |
| 5      | Ariel Filloy      | PG    | 11 mars 1987     | 1,90 m | Reyer Venezia             |
| 6      | Paul Biligha      | C     | 31 mai 1990      | 2,00 m | Vanoli Cremona            |
| 9      | Nicolò Melli      | PF    | 26 janvier 1991  | 2,05 m | Brose Baskets Bamberg     |
| 10     | Davide Pascolo    | PF    | 14 décembre 1990 | 2,03 m | Olimpia Milan             |
| 12     | Marco Cusin       | C     | 28 février 1985  | 2,11 m | Air Avellino              |
| 20     | Andrea Cinciarini | PG    | 21 juin 1986     | 1,93 m | Olimpia Milan             |
| 23     | Awudu Abass       | SG    | 27 janvier 1993  | 2,00 m | Olimpia Milan             |
| 32     | Christian Burns   | C     | 4 septembre 1985 | 2,03 m | Pallacanestro Cantù       |
| 70     | Luigi Datome      | SF    | 27 novembre 1987 | 2,03 m | Fenerbahçe Ülker          |

Sélectionneur :  Ettore Messina

### Allemagne
| Numéro | Joueur             | Poste | Naissance         | Taille | Club 2016-2017          |
| ------ | ------------------ | ----- | ----------------- | ------ | ----------------------- |
| 4      | Maodo Lô           | PG    | 12 mars 1992      | 1,91 m | Brose Baskets Bamberg   |
| 7      | Johannes Voigtmann | C     | 30 septembre 1992 | 2,11 m | Saski Baskonia          |
| 8      | Lucca Staiger      | SG    | 14 juin 1988      | 1,96 m | Brose Baskets Bamberg   |
| 9      | Karsten Tadda      | PG    | 2 novembre 1988   | 1,91 m | Ratiopharm Ulm          |
| 10     | Daniel Theis       | F/C   | 4 avril 1992      | 2,06 m | Brose Baskets Bamberg   |
| 12     | Robin Benzing      | SF    | 25 janvier 1989   | 2,08 m | Basket Zaragoza         |
| 17     | Dennis Schröder    | PG    | 15 septembre 1993 | 1,85 m | Hawks d'Atlanta         |
| 18     | İsmet Akpınar      | PG    | 22 mai 1995       | 1,91 m | ALBA Berlin             |
| 22     | Danilo Barthel     | F/C   | 24 octobre 1991   | 2,08 m | Bayern Munich           |
| 32     | Johannes Thiemann  | F/C   | 9 février 1994    | 2,05 m | MHP Riesen Ludwigsbourg |
| 33     | Patrick Heckmann   | SF    | 27 février 1992   | 1,98 m | Brose Baskets Bamberg   |
| 55     | Isaiah Hartenstein | F/C   | 5 mai 1998        | 2,13 m | Žalgiris Kaunas         |

Sélectionneur :  Chris Fleming

## Groupe C

### Croatie
| Numéro | Joueur           | Poste | Naissance        | Taille | Club 2016-2017         |
| ------ | ---------------- | ----- | ---------------- | ------ | ---------------------- |
| 5      | Filip Krušlin    | SG    | 18 mars 1989     | 1,96 m | KK Cedevita            |
| 6      | Marko Popović    | G     | 12 juin 1982     | 1,85 m | Baloncesto Fuenlabrada |
| 7      | Krunoslav Simon  | SG    | 24 juin 1985     | 1,97 m | Olimpia Milan          |
| 9      | Dario Šarić      | PF    | 8 avril 1994     | 2,08 m | 76ers de Philadelphie  |
| 10     | Roko Ukić        | G/SG  | 5 décembre 1984  | 1,96 m | AEK Athènes            |
| 11     | Luka Žorić       | PF/C  | 5 novembre 1984  | 2,10 m | CDB Séville            |
| 12     | Darko Planinić   | C     | 22 novembre 1990 | 2,11 m | CB Gran Canaria        |
| 13     | Ivan Ramljak     | SF    | 9 août 1990      | 2,03 m | KK Zadar               |
| 14     | Ivan Buva        | PF/C  | 6 mai 1991       | 2,08 m | Dominion Bilbao Basket |
| 15     | Dragan Bender    | PF/C  | 17 novembre 1997 | 2,15 m | Suns de Phoenix        |
| 33     | Marko Tomas      | SF    | 3 janvier 1985   | 2,01 m | KK Cedevita            |
| 44     | Bojan Bogdanović | SG    | 18 avril 1989    | 2,03 m | Wizards de Washington  |

Sélectionneur :  Aleksandar Petrović

### République tchèque
| Numéro | Joueur           | Poste | Naissance        | Taille | Club 2016-2017        |
| ------ | ---------------- | ----- | ---------------- | ------ | --------------------- |
| 1      | Patrik Auda      | C     | 29 août 1989     | 2,08 m | Bàsquet Manresa       |
| 7      | Vojtěch Hruban   | SF    | 29 août 1989     | 2,02 m | ČEZ Nymburk           |
| 8      | Tomáš Satoranský | PG/SG | 30 octobre 1991  | 2,01 m | Wizards de Washington |
| 9      | Jiří Welsch      | SG    | 27 janvier 1980  | 2,01 m | ČEZ Nymburk           |
| 11     | Lukáš Palyza     | SG    | 10 novembre 1989 | 2,02 m | BK Děčín              |
| 13     | Jakub Šiřina     | PG    | 21 novembre 1987 | 1,86 m | BK Opava              |
| 14     | Kamil Švrdlík    | PF/C  | 25 novembre 1986 | 2,05 m | BK Pardubice          |
| 15     | Martin Peterka   | C     | 12 janvier 1995  | 2,05 m | ČEZ Nymburk           |
| 17     | Jaromír Bohačík  | SG/SF | 26 mai 1992      | 1,97 m | USK Prague            |
| 23     | Adam Pecháček    | C     | 19 février 1995  | 2,07 m | Obradoiro CAB         |
| 31     | Martin Kříž      | F     | 17 juin 1993     | 2,00 m | ČEZ Nymburk           |
| 71     | Tomáš Kyzlink    | SG    | 18 juin 1993     | 1,95 m | JL Bourg-en-Bresse    |

Sélectionneur :  Ronen Ginzburg

### Espagne
| Numéro | Joueur                | Poste | Naissance         | Taille | Club 2016-2017            |
| ------ | --------------------- | ----- | ----------------- | ------ | ------------------------- |
| 4      | Pau Gasol             | C     | 6 juillet 1980    | 2,15 m | Spurs de San Antonio      |
| 6      | Sergio Rodríguez      | PG    | 12 juin 1986      | 1,88 m | 76ers de Philadelphie     |
| 7      | Juan Carlos Navarro   | SG    | 13 juin 1980      | 1,93 m | FC Barcelone              |
| 9      | Ricky Rubio           | PG    | 21 octobre 1990   | 1,93 m | Timberwolves du Minnesota |
| 13     | Marc Gasol            | C     | 29 janvier 1985   | 2,16 m | Grizzlies de Memphis      |
| 14     | Willy Hernangómez     | C     | 27 mai 1994       | 2,10 m | Knicks de New York        |
| 15     | Joan Sastre           | G/F   | 10 décembre 1991  | 2,04 m | Valencia BC               |
| 16     | Guillem Vives         | PG    | 16 juin 1993      | 1,92 m | Valencia BC               |
| 18     | Pierre Oriola         | F/C   | 25 septembre 1992 | 2,06 m | Valencia BC               |
| 19     | Fernando San Emeterio | G/F   | 1er janvier 1984  | 1,99 m | Valencia BC               |
| 21     | Álex Abrines          | SF    | 1er août 1993     | 1,98 m | Thunder d'Oklahoma City   |
| 41     | Juan Hernangómez      | PF    | 9 août 1995       | 2,06 m | Nuggets de Denver         |

Sélectionneur :  Sergio Scariolo

### Monténégro
| Numéro | Joueur              | Poste | Naissance       | Taille | Club 2016-2017         |
| ------ | ------------------- | ----- | --------------- | ------ | ---------------------- |
| 2      | Tyrese Rice         | PG    | 15 mai 1987     | 1,85 m | FC Barcelone           |
| 4      | Nikola Vučević      | C     | 24 octobre 1990 | 2,13 m | Magic d'Orlando        |
| 6      | Suad Šehović        | SG    | 19 février 1987 | 1,97 m | KK Budućnost Podgorica |
| 7      | Nikola Pavličević   | PG    | 13 août 1988    | 1,92 m | Szolnoki Olaj          |
| 8      | Dino Radončić       | SF    | 8 janvier 1999  | 2,01 m | Real Madrid            |
| 11     | Marko Todorović     | PF    | 19 avril 1992   | 2,09 m | Khimki Moscou          |
| 14     | Bojan Dubljević     | PF    | 24 octobre 1991 | 2,05 m | Valencia BC            |
| 15     | Filip Barović       | PF    | 29 juillet 1990 | 2,07 m | Telekom Baskets Bonn   |
| 17     | Vladimir Mihailović | SG    | 10 août 1990    | 1,94 m | EWE Baskets Oldenburg  |
| 20     | Nikola Ivanović     | PG    | 19 février 1994 | 1,90 m | Orlandina Basket       |
| 21     | Nemanja Vranješ     | SG    | 11 mai 1988     | 1,88 m | KK Budućnost Podgorica |
| 22     | Nemanja Djurišić    | PF    | 23 février 1992 | 2,03 m | Stelmet Zielona Góra   |

Sélectionneur :  Bogdan Tanjević

### Roumanie
| Numéro | Joueur               | Poste | Naissance         | Taille | Club 2016-2017   |
| ------ | -------------------- | ----- | ----------------- | ------ | ---------------- |
| 4      | Andrei Mandache      | SG    | 2 octobre 1987    | 1,87 m | CSM Oradea       |
| 6      | Catalin Petrisor     | PG    | 9 août 1992       | 1,84 m | CSM Oradea       |
| 8      | Radu Paliciuc        | SF    | 13 septembre 1988 | 2,00 m | CSU Sibiu        |
| 9      | Vlad Moldoveanu      | PF    | 11 février 1988   | 2,03 m | U-BT Cluj-Napoca |
| 10     | Bogdan Nicolescu     | SF    | 3 janvier 1997    | 1,99 m | CSM Oradea       |
| 11     | Octavian Calota-Popa | PG    | 22 novembre 1984  | 1,86 m | CSU Sibiu        |
| 13     | Alexandru Olah       | C     | 15 octobre 1993   | 2,12 m | U-BT Cluj-Napoca |
| 14     | Titus Nicoară        | PF    | 25 mars 1988      | 2,03 m | Steaua Bucarest  |
| 15     | Emanuel Cate         | C     | 30 juillet 1997   | 2,07 m | CDB Séville      |
| 25     | Rolland Torok        | PF    | 25 octobre 1990   | 2,03 m | U-BT Cluj-Napoca |
| 26     | Catalin Baciu        | C     | 26 août 1988      | 2,14 m | Steaua Bucarest  |
| 32     | Nandor Kuti          | SF    | 10 janvier 1997   | 1,96 m | U-BT Cluj-Napoca |

Sélectionneur :  Marcel Țenter

### Hongrie
| Numéro | Joueur             | Poste | Naissance        | Taille | Club 2016-2017                    |
| ------ | ------------------ | ----- | ---------------- | ------ | --------------------------------- |
| 4      | András Ruják       | PG    | 30 juillet 1988  | 1,88 m | Sopron KC                         |
| 5      | Rosco Allen        | SF    | 5 mai 1993       | 2,06 m | Obradoiro CAB                     |
| 6      | Ákos Keller        | C     | 28 mars 1989     | 2,08 m | Alba Fehérvár                     |
| 7      | Krisztián Wittmann | PG    | 22 mai 1985      | 1,84 m | Szolnoki Olaj                     |
| 8      | Ádám Hanga         | SG    | 12 avril 1989    | 2,00 m | Saski Baskonia                    |
| 9      | Dávid Vojvoda      | SG    | 4 septembre 1990 | 1,96 m | Szolnoki Olaj                     |
| 10     | Péter Kovács       | SG    | 25 octobre 1988  | 1,89 m | Szolnoki Olaj                     |
| 12     | Norbert Tóth       | PF    | 4 septembre 1986 | 2,08 m | Falco-Trend Optika KC Szombathely |
| 15     | Csaba Ferencz      | SG    | 24 mai 1985      | 1,94 m | BC Körmend                        |
| 20     | Zoltán Perl        | SG    | 28 juillet 1995  | 1,94 m | Universo Treviso Basket           |
| 21     | Kemal Karahodžić   | C     | 26 juillet 1989  | 2,10 m | Kecskeméti TE                     |
| 22     | Janos Eilingsfeld  | F     | 5 février 1991   | 1,98 m | Atomerőmű SE                      |

Sélectionneur :  Stojan Ivković

## Groupe D

### Grande-Bretagne
| Numéro | Joueur           | Poste | Naissance         | Taille | Club 2016-2017                 |
| ------ | ---------------- | ----- | ----------------- | ------ | ------------------------------ |
| 0      | Jules Dang-Akodo | G     | 2 mai 1996        | 1,88 m | San Pablo Burgos               |
| 1      | Kyle Johnson     | G     | 31 décembre 1988  | 1,95 m | Lightning de London            |
| 3      | Ben Mockford     | G     | 18 août 1989      | 1,88 m | Palma Air Europa               |
| 4      | Andrew Lawrence  | PG    | 4 juin 1990       | 1,88 m | Champagne Châlons Reims Basket |
| 5      | Teddy Okereafor  | G     | 11 novembre 1992  | 1,93 m | Kymis BC                       |
| 10     | Daniel Clark     | C     | 16 septembre 1988 | 2,10 m | CB Murcie                      |
| 11     | Gareth Murray    | F     | 23 septembre 1984 | 2,01 m | Glasgow Rocks                  |
| 13     | Eric Boateng     | C     | 20 novembre 1985  | 2,11 m | ADA Blois 41                   |
| 19     | Luke Nelson      | PG    | 29 juin 1995      | 1,91 m | Anteaters d'UC Irvine          |
| 20     | Kieron Achara    | F     | 3 juillet 1983    | 2,08 m | Glasgow Rocks                  |
| 25     | Gabriel Olaseni  | C     | 29 décembre 1991  | 2,11 m | Orléans Loiret Basket          |
| 44     | Kofi Josephs     | SG    | 13 septembre 1991 | 1,98 m | Hertener Löwen                 |

Sélectionneur :  Joe Prunty

### Russie
| Numéro | Joueur               | Poste | Naissance        | Taille | Club 2016-2017             |
| ------ | -------------------- | ----- | ---------------- | ------ | -------------------------- |
| 1      | Alexey Shved         | SG    | 16 décembre 1988 | 1,90 m | Khimki Moscou              |
| 4      | Evgeny Baburin       | SG    | 4 juillet 1987   | 1,90 m | Lokomotiv Kouban-Krasnodar |
| 7      | Vitaly Fridzon       | PG/SG | 14 octobre 1985  | 1,96 m | CSKA Moscou                |
| 8      | Vladimir Ivlev       | PF    | 28 février 1990  | 2,07 m | Lokomotiv Kouban-Krasnodar |
| 11     | Semion Antonov       | SF    | 18 juillet 1989  | 2,02 m | CSKA Moscou                |
| 12     | Andrey Zubkov        | PF    | 29 juin 1991     | 2,05 m | Lokomotiv Kouban-Krasnodar |
| 13     | Dmitri Khvostov      | PG    | 21 août 1989     | 1,90 m | Lokomotiv Kouban-Krasnodar |
| 15     | Timofeï Mozgov       | C     | 16 juillet 1986  | 2,16 m | Lakers de Los Angeles      |
| 20     | Andreï Vorontsevitch | PF    | 17 juillet 1987  | 2,07 m | CSKA Moscou                |
| 22     | Dmitri Koulaguine    | SG    | 1er juillet 1992 | 1,97 m | CSKA Moscou                |
| 30     | Mikhaïl Koulaguine   | PG    | 4 août 1994      | 1,92 m | CSKA Moscou                |
| 41     | Nikita Kurbanov      | SF    | 5 octobre 1986   | 2,03 m | CSKA Moscou                |

Sélectionneur :  Sergueï Bazarevitch

### Serbie
| Numéro | Joueur               | Poste | Naissance         | Taille | Club 2016-2017           |
| ------ | -------------------- | ----- | ----------------- | ------ | ------------------------ |
| 6      | Milan Mačvan         | PF    | 16 novembre 1989  | 2,06 m | Olimpia Milan            |
| 7      | Bogdan Bogdanović    | SG    | 18 août 1992      | 1,98 m | Fenerbahçe Ülker         |
| 11     | Vladimir Lučić       | F     | 17 juin 1989      | 2,04 m | Bayern Munich            |
| 12     | Dragan Milosavljević | SG    | 11 mai 1989       | 1,98 m | ALBA Berlin              |
| 14     | Stefan Birčević      | PF    | 13 décembre 1989  | 2,10 m | KK Partizan Belgrade     |
| 15     | Vladimir Štimac      | C     | 25 septembre 1987 | 2,11 m | Beşiktaş JK              |
| 19     | Branko Lazić         | G/F   | 12 janvier 1989   | 1,95 m | Étoile rouge de Belgrade |
| 22     | Vasilije Micić       | PG    | 13 janvier 1994   | 1,95 m | Tofaş Bursa              |
| 23     | Marko Gudurić        | G/F   | 8 mars 1995       | 1,99 m | Étoile rouge de Belgrade |
| 24     | Stefan Jović         | G     | 3 novembre 1990   | 1,98 m | Étoile rouge de Belgrade |
| 32     | Ognjen Kuzmić        | C     | 16 mai 1990       | 2,13 m | Étoile rouge de Belgrade |
| 51     | Boban Marjanović     | C     | 15 août 1988      | 2,21 m | Pistons de Détroit       |

Sélectionneur :  Aleksandar Đorđević

### Lettonie
| Numéro | Joueur              | Poste | Naissance          | Taille | Club 2016-2017           |
| ------ | ------------------- | ----- | ------------------ | ------ | ------------------------ |
| 6      | Kristaps Porziņģis  | PF/C  | 2 août 1995        | 2,21 m | Knicks de New York       |
| 7      | Jānis Blūms         | PG/SG | 20 avril 1982      | 1,91 m | VEF Riga                 |
| 8      | Dāvis Bertāns       | PF    | 12 novembre 1992   | 2,08 m | Spurs de San Antonio     |
| 9      | Dairis Bertāns      | SG    | 9 septembre 1989   | 1,92 m | Darüşşafaka Doğuş        |
| 10     | Jānis Timma         | SF    | 2 juillet 1992     | 2,01 m | Zénith Saint-Pétersbourg |
| 11     | Rolands Šmits       | PF    | 25 juin 1995       | 2,08 m | Baloncesto Fuenlabrada   |
| 12     | Kristaps Janičenoks | SG    | 14 mars 1983       | 1,95 m | BK Ventspils             |
| 13     | Jānis Strēlnieks    | PG/SG | 1er septembre 1989 | 1,91 m | Brose Baskets Bamberg    |
| 21     | Aigars Šķēle        | PG/SG | 4 décembre 1992    | 1,92 m | BK Ventspils             |
| 24     | Andrejs Gražulis    | PF    | 21 juillet 1993    | 2,02 m | BK Ventspils             |
| 31     | Žanis Peiners       | SF    | 2 août 1990        | 2,05 m | PAOK Salonique           |
| 33     | Mārtiņš Meiers      | C     | 30 mars 1991       | 2,06 m | VEF Riga                 |

Sélectionneur :  Ainars Bagatskis

### Turquie
| Numéro | Joueur           | Poste | Naissance        | Taille | Club 2016-2017    |
| ------ | ---------------- | ----- | ---------------- | ------ | ----------------- |
| 2      | Erkan Veyseloğlu | SF    | 13 mars 1983     | 2,00 m | Beşiktaş JK       |
| 4      | Doğuş Balbay     | PG    | 21 janvier 1989  | 1,85 m | Anadolu Efes      |
| 5      | Sinan Güler      | PG/SG | 8 novembre 1983  | 1,92 m | Galatasaray SK    |
| 6      | Cedi Osman       | SG    | 8 avril 1995     | 2,04 m | Anadolu Efes      |
| 7      | Barış Hersek     | PF    | 26 mars 1988     | 2,08 m | Fenerbahçe Ülker  |
| 9      | Semih Erden      | C     | 28 juillet 1986  | 2,13 m | Darüşşafaka Doğuş |
| 10     | Melih Mahmutoğlu | SG    | 12 mai 1990      | 1,91 m | Fenerbahçe Ülker  |
| 16     | Furkan Korkmaz   | SG/SF | 24 juillet 1997  | 2,01 m | Bandırma Banvit   |
| 19     | Furkan Aldemir   | PF/C  | 9 août 1991      | 2,08 m | Darüşşafaka Doğuş |
| 21     | Sertaç Şanlı     | C     | 1er janvier 1991 | 2,13 m | Beşiktaş JK       |
| 25     | Kenan Sipahi     | PG    | 26 mai 1995      | 1,97 m | Beşiktaş JK       |
| 61     | Göksenin Köksal  | SG    | 8 janvier 1991   | 1,95 m | Galatasaray SK    |

Sélectionneur :  Ufuk Sarıca

### Belgique
| Numéro | Joueur                | Poste | Naissance       | Taille | Club 2016-2017           |
| ------ | --------------------- | ----- | --------------- | ------ | ------------------------ |
| 4      | Manu Lecomte          | G     | 16 août 1995    | 1,80 m | Bears de Baylor          |
| 5      | Sam Van Rossom        | G     | 3 juin 1986     | 1,88 m | Valencia BC              |
| 7      | Axel Hervelle         | PF/C  | 12 mai 1983     | 2,05 m | Bilbao Basket            |
| 8      | Jean-Marc Mwema       | PF    | 5 décembre 1989 | 1,95 m | BC Telenet Oostende      |
| 9      | Jonathan Tabu         | SG    | 7 octobre 1985  | 1,84 m | Bilbao Basket            |
| 10     | Quentin Serron        | PG    | 25 février 1990 | 1,90 m | BCM Gravelines Dunkerque |
| 12     | Jean Salumu           | F     | 26 juillet 1990 | 1,93 m | BC Telenet Oostende      |
| 13     | Pierre-Antoine Gillet | PF    | 16 avril 1991   | 2,03 m | BC Telenet Oostende      |
| 14     | Maxime De Zeeuw       | PF    | 26 avril 1987   | 2,04 m | EWE Baskets Oldenburg    |
| 16     | Kevin Tumba           | C     | 23 février 1991 | 2,06 m | Spirou Charleroi         |
| 19     | Ismael Bako           | PF/C  | 10 octobre 1995 | 2,10 m | Leuven Bears             |
| 22     | Vincent Kesteloot     | F     | 23 mars 1995    | 2,02 m | BC Telenet Oostende      |

Sélectionneur :  Eddy Casteels